# Molí de Cartellà
El Molí de Cartellà és una obra de Maçanet de la Selva (Selva) inclosa a l'Inventari del Patrimoni Arquitectònic de Catalunya.

## Descripció
El molí es troba inscrit dintre de la masia actualment coneguda com a Mas Llandric. L'accés al molí es realitza mitjançant un gran portal adovellat de llinda monolítica, conformant un arc pla, amb muntants de pedra, en el dintell del qual hi ha les restes físiques d'un escut.

## Història
En el 1213, aquest antiquíssim molí ja funcionava i n'era propietari Ermesenda II de Cartellà. En documents antics de Masllorens, es feia referència a un camí avui desaparegut que s'anomenava el camí de la Marquesa i passava per l'esmentada propietat. Aquesta masia està situada entre la Torre de Cartellà i el molí, això fa pensar que entre ells hi havia un tracte molt continuat. El 19 de setembre de 1620, segons cita Mn. Marquès en el llibre de Maçanet, el molí va ser arrendat a Antic Mató, moliner de farina de Sant Martí de Riudarenes; l'hi arrendà Galcerà de Cartellà, prevere i donzell, pel preu de 70 lliures barceloneses l'any, en dues pagues, una l'octubre i l'altra per l'abril. També tenia obligació de moldre de franc per a la casa dels Cartellà i per l'hereu de la casa dels Ramilans de Maçanes. L'aigua que feia anar el molí era desviada per un canal que provenia de la séquia i aquesta de l'estany de Sils. Al 1881, Josep Doltre i Suríes, era moliner i tenia una part de les moltures que feia.
El molí constava de dues pedres de moldre, de planta baixa i pis. En morir la Marquesa de Cartellà, sense descendència, els seus béns foren donats a beneficència i subhastats l'any 1866, pel reverend Julià maresma i Oller i Ramon Magarolla i de Sarriera, hereus de confiança de la marquesa. Va ser comprat per Josep Sabater i Buscastell i Francesca Ramilans Casellas, vídua de Josep Vilaseca i Tusell. Al 1922 era molí de farina i trull d'oli. Al 1930 era molí de conglomerat de suro. Entre els anys 1936 i 1949 (època de l'estraperlo), van funcionar per darrera vegada com a molí de farina. Seguint les herències de la família Buscastell, en va ser propietari Josep Maria Tusell i la família Vilaseca de Maçanes fins al 1983 en què s'ho vengueren a Àngel Xampeny Montfulleda. Actualment l'edifici del molí està totalment transformat en habitatge i explotació agropecuària. L'aigua del molí un cop utilitzada per fer-lo funcionar, servia per regar diverses propietats veïnes. Hi ha també les pedres de les comportes per distribuir l'aigua.